# Ханс III фон Дегенберг
Ханс III фон Дегенберг (на немски: Hans III Freiherr von Degenberg; † 1480) е фрайхер от род Дегенберг (в Баварската гора) и на Ландсберг и Леонсберг в Бавария. Резеденцията на рода е замък Дегенберг над река Дунав при Шварцах в Долна Бавария.
Той е син на Ханс II фон Дегенберг († 1440) и съпругата му фон Ценгер цум Танщайн. Внук е на Ханс I фон Дегенберг-Вайсенщайн († 1385) и Елизабет фон Масенхаузен.
Родът измира през 1602 г. На 26 февруари 1607 г. след преговори в Прага с императора собственостите на Дегенбергите отиват на баварския херцог Максимилиан.

## Фамилия
Ханс III фон Дегенберг се жени за Агнес фон Нотхафт, дъщеря на Емеран фон Нотхафт. Те имат син:

- Ханс IV фон Дегенберг 'Младия' († 1487/пр. 7 август 1491), фрайхер, женен 1452 г. за Клара Елизабет II фон Тьоринг цу Нойдег († сл. 1471), вдовица на Йохан III фон Абенсберг († 1474)/ или на граф Хайнрих V фон Ортенбург († 4 юли/6 октомври 1449), дъщеря на Зигфрид II фон Тьоринг († 1421) и Клара фон Фраунберг цу Хайденбург († сл. 1438); имат син:
  - Ханс V фон Дегенберг († 1495), женен за Урсула фон Лозенщайн